# 乌心楠
乌心楠（学名：Phoebe tavoyana）为樟科楠属下的一个种。